# Спасо-Преображенский монастырь (Минск)
Спасо-Преображенский монастырь — утраченный женский католический, а впоследствии православный монастырь в столице Белоруссии Минске.

## История

### Бенедиктинский период
Монастырь бенедиктинок был основан в Минске в 1633 году каноником из Вильно Войцехом Селявой, купившим для него два дома и участок земли на Сборовой (впоследствии — Преображенской, по названию православного монастыря, а ныне — Интернациональной) улице. Первые монахини прибыли в него из монастыря бенедиктинок в Несвиже.
В конце 1640-х годов началось строительство каменных зданий взамен деревянных по проекту архитектора Андреаса Кромера, которые, ещё не будучи завершёнными к моменту занятия Минска войсками царя Алексея Михайловича, сильно пострадали во время боевых действий. Тем не менее монастырь был восстановлен в 1670-е годы, а в 1682 году при настоятельнице Катажине Свирской реконструирован по проекту архитектора Тамаша Романовского. При этом монастырь приобрёл барочный облик, а с юга к монастырскому костёлу святого Войцеха был пристроен отапливаемый двухэтажный корпус. На его первом этаже находились трапезная, кухня, пекарня, камора и некоторые из келий, большая часть из которых располагались на втором этаже. Под корпусом находился склеп.
В 1795 году главой монастыря была Виктория Галинская (1833 г.р.).
В 1871 году монастырь был упразднён. 12 его монахинь-бенедиктинок были переведены в монастырь в Несвиже, выходцами из которого были первые насельницы монастыря.

### Православный период
В 1872 году в здании бывшего монастыря бенедиктинок расположился православный женский монастырь первого класса, в который были переведены монахини упразднённых третьеклассных Варваринской в Пинске и Троицкой в Вольне (Новогрудский уезд) обителей. При монастыре был устроен сиротский приют.
К 1873 году монастырь был перестроен в русском стиле по проекту архитектора Сергея Иванова. Верхние ярусы башен и фронтон были разобраны и заменены трёхъярусной шатровой звонницей из дерева, обшитой железом. Надстроены были и пять куполов. В 1874 году бывший костёл был освящён в честь Преображения Господня. Монастырь был необщежительным (то есть всё необходимое монахиням приобреталось на их жалование, помимо общей пищи) и находился под управлением игуменьи; в нём также хранилась частица мощей святой Варвары Илиопольской.

## Упразднение и уничтожение
В начале 1920-х годов монастырь был ликвидирован советской властью, а продолжавший функционировать храм был закрыт в 1930-е годы. Бывший костёл и православный храм стал использоваться как клуб, а остальные постройки монастыря были разобраны. Во время немецкой оккупации Минска в годы Великой Отечественной войны, 17 августа 1941 года богослужения в храме были возобновлены, и вскоре в нём собрались двенадцать насельниц, до закрытия храма в 1925 году подвизавшихся в этом монастыре. После занятия города советскими войсками богослужения вновь прекратились. Храм был закрыт и разобран в 1960-е годы; на его месте было построено здание Генеральной прокуратуры Белоруссии. Одна из настоятельниц монастыря бенедиктинского периода его истории Клотильда Войнилович похоронена в Минске на Кальварийском кладбище, над её могилой сохранился чугунный крест.